# 白岩瑠姫
白岩 瑠姫（しろいわ るき、1997年11月19日 - ）は、日本のアイドル。男性アイドルグループ・JO1のメンバー。元ジャニーズJr.。東京都出身。LAPONEエンタテインメント所属。

## 来歴
ジャニーズJr.としての活動を経て、2017年、長良プロダクションに所属。2017年3月25日から6月23日までツキクラ二期生として活動。 
2017年7月から2019年2月まで11人組アイドルグループ「YsR (仮)」として活動。
2019年5月14日から7月8日まで、第32回ジュノン・スーパーボーイ・コンテストに参加。
2019年9月26日から12月11日まで、サバイバルオーディション番組『PRODUCE 101 JAPAN』に参加。最終順位6位でボーイズグループ「JO1」のメンバーに選ばれる。
2020年3月4日、JO1としてシングル「PROTOSTAR」でデビュー。
2021年12月15日発売の5thシングル『WANDERING』では、表題曲「僕らの季節」でセンターを務めた。
2025年3月31日、韓国コスメブランド「MISSHA」の日本におけるブランドアンバサダーに就任した。

## 人物
- 身長は175cm。体重は55kg[6]。
- ニックネームは、瑠姫、るるたん[11]、るっくん[12]。
- 趣味は、作詞、作曲を含めたバンド活動とギター演奏[6]。
- 特技は、ギターとサッカー[6]。
- YsR（仮）は1年半で解散。白岩は当時を「人生で巡ってくるチャンスはそんなに多くないから、あの時は本当に死にものぐるいで活動したし、そのぶん解散後は抜け殻のようだった」と話している[13]。そんな諦め切った白岩を見かねた母親が内緒で『PRODUCE 101 JAPAN』に応募した[13]。
- 『PRODUCE 101 JAPAN』でのキャッチフレーズは、「ガラスの靴と投票忘れてない？」である[14]。
- 『Men’s PREPPY(メンズプレッピー)』 2021年9月号にて、2021年春に美容専門学校を卒業したと明かした。

## ディスコグラフィ

### ソロ楽曲
- ひまわり - 2024年8月31日、メンバーセルフ企画「PLANJ」で公開。学生時代にライブハウスで披露していた曲である[15]。2025年5月26日に配信リリースされた[16]。
- FOUR SEASONS - 2025年1月3日、デビュー公約であったオリジナル楽曲[17]。
- 巡星 - 白岩が主人公の声を担当する、2025年8月22日公開予定の長編アニメーション映画『アズワン/AS ONE』の主題歌。白岩がセルフプロデュースし、RUKI名義で書き下ろした初の映画主題歌[18]。同月13日に都内で行われた同映画のジャパンプレミア最速上映会舞台あいさつにて、サプライズで初披露した[19]。同日午後9時から各種音楽配信サービスにてデジタル配信が開始され、ミュージック・ビデオも同時に公開された[20]。

### 参加楽曲
YsR（仮）
| リリース日     | タイトル |
| -------------- | -------- |
| 2018年12月18日 | ZION     |

PRODUCE 101 JAPAN
| リリース日     | タイトル                              | 備考                                                                              |
| -------------- | ------------------------------------- | --------------------------------------------------------------------------------- |
| 2019年9月3日   | ツカメ〜It's Coming〜                 | 番組テーマ曲。『ツカメ〜It's Coming〜』に収録。                                   |
| 2019年11月28日 | Happy Merry Christmas                 | コンセプト課題曲。『PRODUCE 101 JAPAN - 35 Boys 5 Concepts』に収録。              |
| 2019年12月12日 | YOUNG                                 | デビュー評価課題曲および最終バラード課題曲。『PRODUCE 101 JAPAN - FINAL』に収録。 |
| 2019年12月12日 | さよなら青春 (PRODUCE 101 JAPAN ver.) | デビュー評価課題曲および最終バラード課題曲。『PRODUCE 101 JAPAN - FINAL』に収録。 |

### ミュージック・ビデオ
| 公開日        | タイトル     | リンク     | 備考 |
| ------------- | ------------ | ---------- | ---- |
| 2024年8月31日 | ひまわり     | [ 動画 1 ] |      |
| 2025年1月3日  | FOUR SEASONS | [ 動画 2 ] |      |
| 2025年8月13日 | 巡星         | [ 動画 3 ] |      |

## 出演

### 配信番組
- PRODUCE 101 JAPAN（2019年9月26日 - 12月11日、TBS系列〈初回、最終回のみ〉・GYAO!）
- カラフル〜笑いの力で77億再生〜（2020年9月11日配信開始、Amazon Prime Video）- 全10回[21]。
- ショート・プログラム「ショート・プログラム」（2022年3月6日配信、Amazon Prime Video）- 戸田星也 役[22]

### 映画
- 夜が明けたら、いちばんに君に会いにいく（2023年9月1日、アスミック・エース） - 主演・深川青磁 役（久間田琳加とW主演）[23]

### 劇場アニメ
- アズワン/AS ONE（2025年8月22日〈予定〉、ギャガ） - 主演・ヨウ 役[24]

### 広告
- MISSHA（英語版）（2025年3月31日 - ） - 日本ブランドアンバサダー[10]

## PRODUCE 101 JAPANでの成績・活動

### クラス分け評価
- 初回評価：Cクラス [注 1]
- 再評価：Bクラス [注 2]

### ポジションバトル
- 2019年10月17日放送 第4話
- 課題曲：Hey! Say! JUMP「OVER THE TOP」
- チーム：2組
- 担当：センター
- 個人順位：4位
- 勝利チーム：OVER THE TOP 2組（勝利チーム所属によりベネフィット＋1000獲得）

### グループバトル
- 2019年11月7日放送 第7話
- 課題曲：東方神起「Why? (Keep Your Head Down)」
- 担当：センター
- 個人順位：3位
- チーム順位：3位

### コンセプトバトル
- 2019年11月28日放送 第10話
- 課題曲：「Happy Merry Christmas」
- 担当：センター
- 個人順位：1位
- チーム順位：2位

### デビュー評価
- 2019年12月11日放送 第12話
- 課題曲：「YOUNG」
- 担当：サブボーカル2

### 投票順位
第1回投票期間（2019年9月26日-10月18日）
- 1週目：22位（9月26日発表）[注 3]
- 2週目：20位（10月3日発表）[注 4]
- 3週目：19位（10月11日発表）[注 5]
- 5週目：16位（10月24日発表）※第1回順位発表式[注 6]

第2回投票期間（2019年10月24日-11月8日）
- 6週目：16位（10月31日発表）[注 7]
- 8週目：13位（11月14日発表）※第2回順位発表式[注 8]

第3回投票期間（2019年11月14日-11月29日）
- 9週目：4位（11月21日発表）[注 9]
- 11週目：4位（12月6日発表）※第3回順位発表式[注 10]

第4回投票期間（2019年12月5日-12月11日）
- 12週目：6位（12月11日発表）※最終順位[注 11]